# Polabské národopisné muzeum
Das Polabské národopisné muzeum (wörtl. Elbtaler Volkskundemuseum, auch Museum für Volksarchitektur oder Freilichtmuseum genannt) ist ein tschechisches Freilichtmuseum in Přerov nad Labem (dt. Prerow an der Elbe). Es geht auf einen in situ erhaltenen Denkmalhof zurück und ist dadurch das älteste ost- und mitteleuropäische Freilichtmuseum für Volksarchitektur. Nach anderweitiger Verwendung in der Zeit der Deutschen Besatzung wurde es 1967 wiedereröffnet und seitdem als Freilichtmuseum ausgebaut. Es ist Teil  des Polabské muzeum  (Elbtal Museum) in Poděbrady.

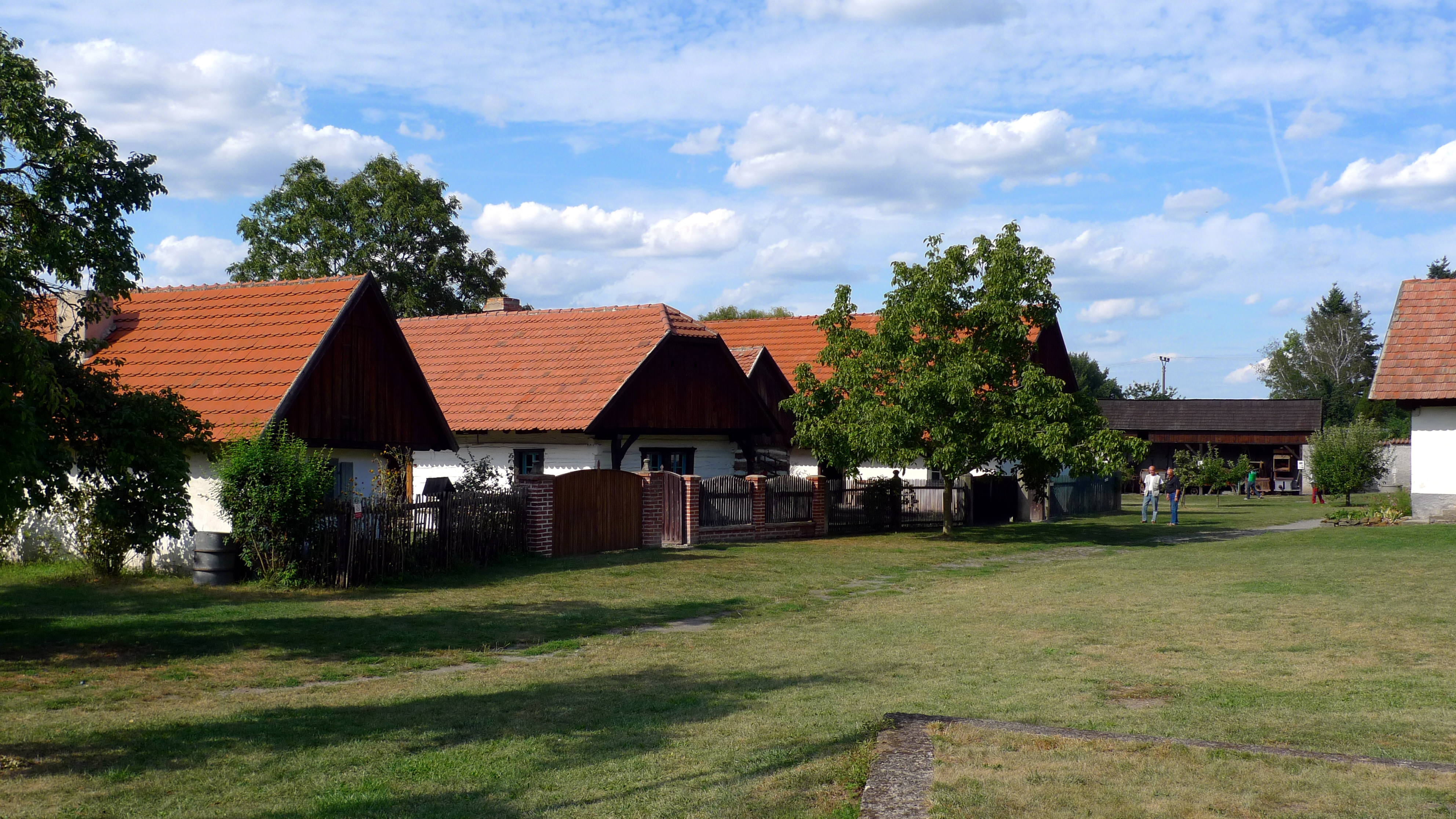
?

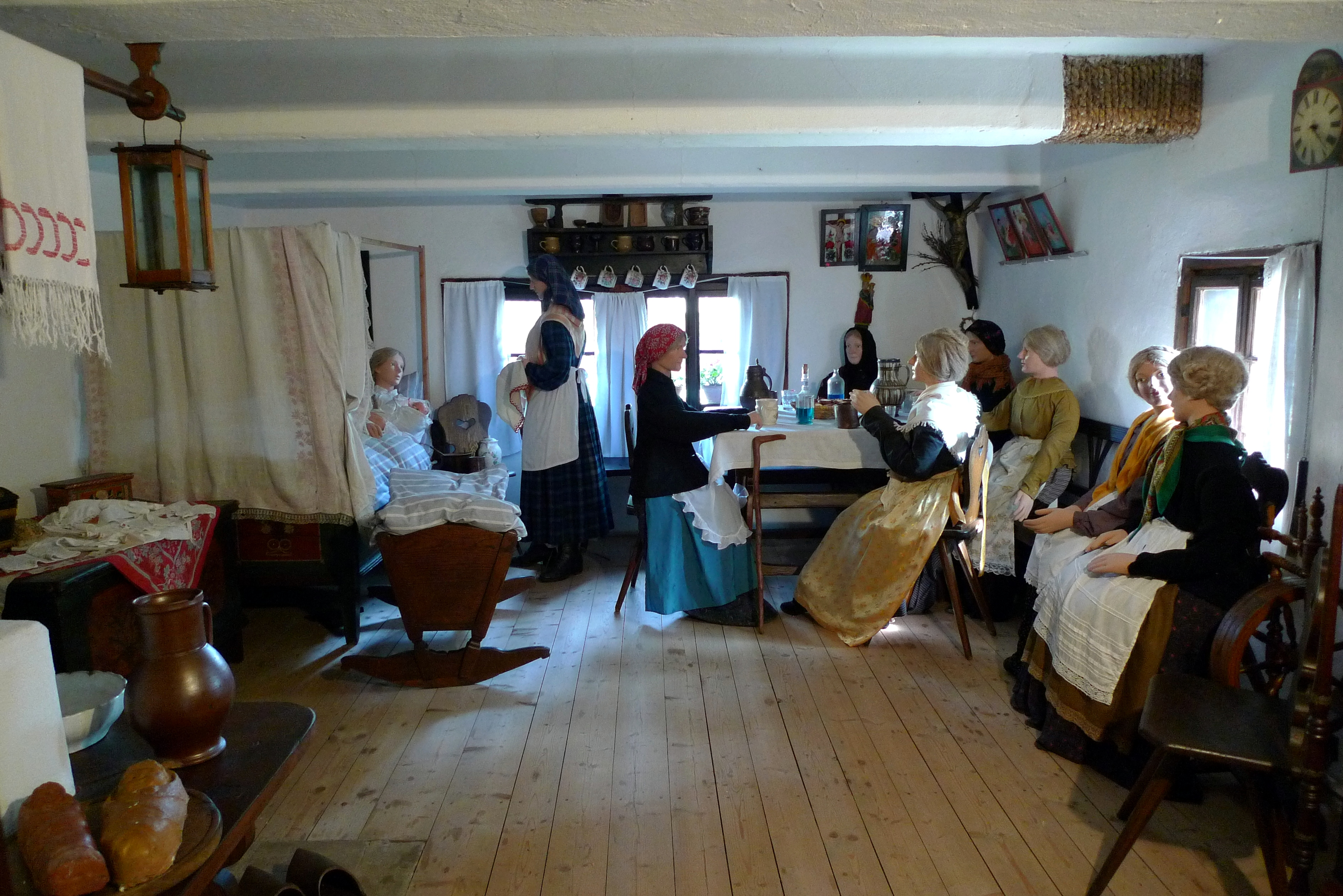
?

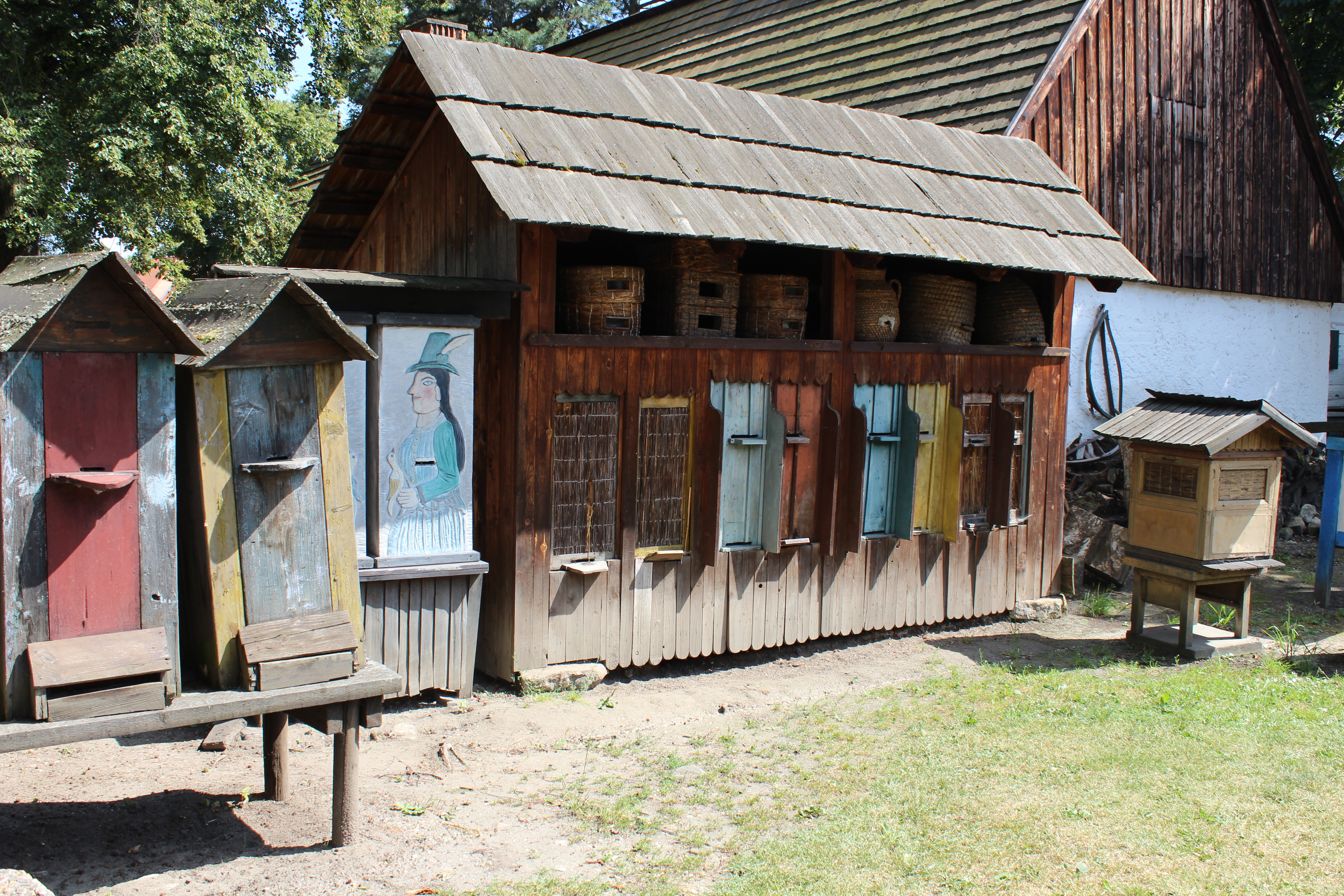
Bienenstöcke

## Der Denkmalhof
Inspiriert durch das Tschechische Landhaus in der Jubiläumsausstellung 1891 in Prag erwarb 1895 Ludwig Salvator von Österreich-Toskana das in der Nähe seines Schlosses liegende Anwesen. Er richtete das Haus mit alten Möbeln, Gebrauchsgegenständen und einer Sammlung in Vitrinen ein und machte dieses als „Staročeská Haus“ (altes Böhmisches Haus) der Öffentlichkeit zugänglich. Das Haus wurde im Jahr 1900 eröffnet und bis zur Zeit der Deutschen Besatzung im Zweiten Weltkrieg als Museum geführt. Danach wurde es als Wohnhaus genutzt. Nach dem Zweiten Weltkrieg stand das Haus leer und wurde nur sporadisch für Bildungsveranstaltungen genutzt.

## Ausbau als Freilichtmuseum
Das Poděbradské Museum übernahm 1967 das leere Haus und richtete es mit Objekten seiner reichen Bestände wieder als Museum ein. Vor dem Haus wurde ein historischer Garten angelegt und das Haus mit einem Taubenhaus und einem der letzten erhaltenen Fruchttrockner ergänzt. Es ist heute die Nummer 16 im Plan des Freilichtmuseums. Danach wurden bis etwa 1985 mehrere historische Häuser, Scheunen und andere Nebengebäude in das Museum übertragen. 2000 und 2008 kam jeweils noch eine Fachwerkkornkammer hinzu, sodass der Museumsplan heute 33 Gebäude zählt.